# Christiaan Huygens
Christiaan Huygens (Den Haag, 14 april 1629 – aldaar, 8 juli 1695) was een vooraanstaande Nederlandse wis-, natuur- en sterrenkundige, uitvinder en schrijver van vroege sciencefiction. Hij was een van de internationaal leidende figuren binnen de zeventiende-eeuwse wetenschap.
In de wiskunde was Huygens een pionier van de kansrekening, en een wegbereider van de differentiaal- en integraalrekening, hoewel zijn methoden strikt meetkundig bleven. Aan de natuurkunde droeg hij op vele gebieden bij. Zo formuleerde hij in de mechanica de correcte wetten voor de elastische botsing, naast de correcte uitdrukkingen voor de middelpuntvliedende kracht, en de periode van de mathematische slinger. In zijn Traité de la lumière (1690) was Huygens de eerste die licht beschreef als een golfverschijnsel met het principe van Huygens-Fresnel, dat vanaf de negentiende eeuw de algemeen aanvaarde optische theorie werd. In de moderne natuurkunde van de twintigste eeuw ging deze golftheorie deel uitmaken van het complexere, theoretische concept van de dualiteit van golven en deeltjes. Onderzoek naar de dubbele breking van licht in IJslands kristal, bracht Huygens tot het opstellen van een theorie voor gepolariseerd licht. Verder verklaarde hij geluids-verschijnselen met interferentie. Omdat Huygens de eerste was die wiskundige formules gebruikte in de natuurkunde, wordt hij gezien als de eerste theoretische natuurkundige.
Aan de sterrenkunde droeg Huygens bij door de telescoop verder te ontwikkelen, en door het tot dan toe onbegrepen, waargenomen uiterlijk van Saturnus te verklaren als een planeet met ringen. Hij ontdekte een van de manen van Saturnus, de maan Titan. Als uitvinder heeft Huygens onder meer het slingeruurwerk, het principe van de stoommachine en een buskruitmotor op zijn naam staan. Vanwege zijn speculaties over buitenaards leven, wordt Huygens wel gezien als vroege sciencefictionauteur.

## Leven

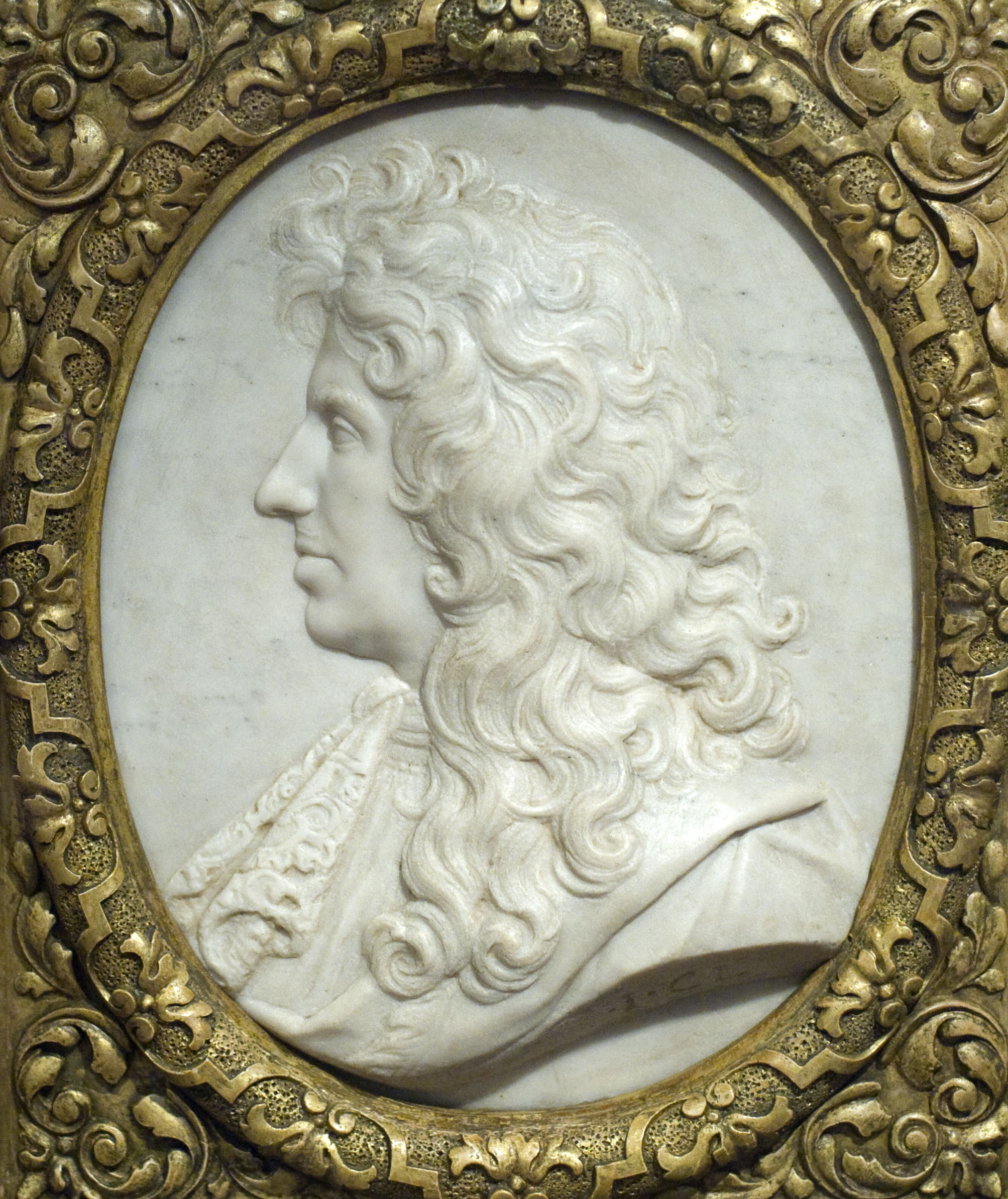
Christiaan Huygens door Jean-Jacques Clérion (1639-1714), rond 1670?, reliëf, Rijksmuseum Boerhaave, Leiden

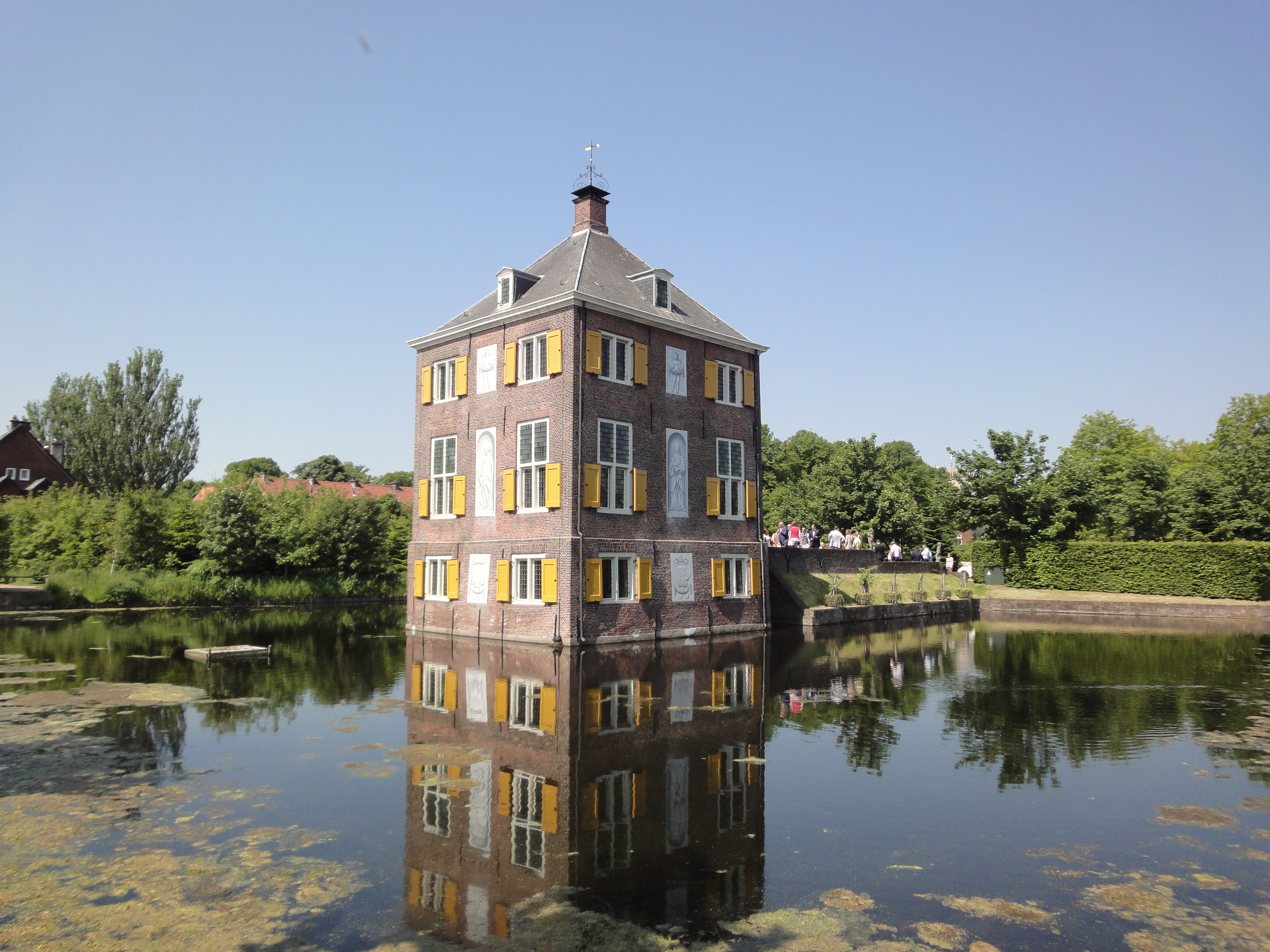
Huygens' buitenplaats Hofwijck, tegenwoordig een rijksmonument

### Jeugd
Huygens werd in 1629 geboren in Den Haag, aan de Lange Houtstraat, in een welvarende en vooraanstaande familie. Zijn vader, Constantijn Huygens (1596-1687), was diplomaat, topadviseur van de Oranjes, dichter en componist. Christiaan werd vernoemd naar zijn grootvader, de vader van Constantijn. Zijn moeder was Suzanna van Baerle (1599-1637), "Sterre" in de gedichten van vader Constantijn. Ze was geen familie van Barlaeus, maar via haar vader Jan Henrickzn van Baerle wel familie van Susanna Hoefnagel, haar schoonmoeder. Christiaan schreef later over zijn moeder dat ze een grote voorliefde voor de natuurwetenschappen had. Er waren vijf kinderen, in volgorde van geboorte Constantijn junior, Christiaan, Lodewijk, Philip en Susanna. Toen Huygens acht jaar was, stierf zijn moeder. Haar rol in het gezin werd overgenomen door een nicht.
De kinderen kregen les van gouverneurs in vele vakken: rekenen, muziek, Latijn, Oudgrieks, Frans, Italiaans en logica, maar ook dansen en paardrijden. Huygens blonk uit in alles en converseerde op zijn negende in het Latijn. Hij speelde klavecimbel, luit en viola da gamba. Hij werkte ook graag met de handen, en maakte zelf een draaibank.
Vader Constantijn Huygens liet zijn gezin enkele malen portretteren. Er zijn geschilderde portretten bekend van Christiaan en moeder Suzanna door Caspar Netscher. In 1639 schilderde Adriaen Hanneman Constantijn Huygens, omringd door zijn vijf kinderen.
Door toedoen van zijn vader kwam Huygens in contact met vooraanstaande wiskundigen, zoals René Descartes, en met de wetenschappelijke bemiddelaar Marin Mersenne. Deze laatste beïnvloedde Huygens' opvoeding op het vlak van de wiskunde, en vergeleek Huygens met Archimedes. Huygens kreeg in 1644 wiskundeles van Jan Stampioen, die in 1645 een (bewaard gebleven) studieadvies voor hem opstelde.

### Studie
Huygens studeerde rechten en wiskunde aan de universiteit Leiden van 1645 tot 1647, onder meer bij de pedagogisch onderlegde wiskundige Frans van Schooten, een aanhanger van Descartes. Ook Johan de Witt en Hendrik van Heuraet studeerden wiskunde bij Van Schooten. Na deze twee jaren zette Huygens samen met zijn broer Lodewijk zijn studie voort aan het, door Prins van Oranje Frederik Hendrik in 1646 gestichte, Bredase College van Oranje, de Illustere school en Collegium Auriacum (Breda), waarvan zijn vader curator was. Van maart 1647 tot augustus 1649 studeerde hij aan deze hogeschool. Hij woonde in huis bij de hoogleraar in de rechten, Jan Hendrik Dauber (1600-1672). Wiskundeles kreeg hij van de Engelse wiskundige John Pell (1611-1685). Op aanbeveling van zijn vader begon hij ook een briefwisseling met de Franse wiskundige Mersenne. Het was de bedoeling dat Christiaan zijn rechtenstudie zou afmaken, met het oog op een diplomatieke carrière, maar de wiskunde trok hem meer. Hij bleef corresponderen met Van Schooten en legde geen academische examens af. Zoals toen niet ongebruikelijk, werd ten slotte een academische titel voor Huygens en zijn broer Lodewijk gekocht, een doctoraat in de rechten aan de universiteit van het Franse Angers. Huygens heeft deze titel echter nooit gevoerd.

### Wetenschappelijke carrière

Kettinglijn in een manuscript van Huygens

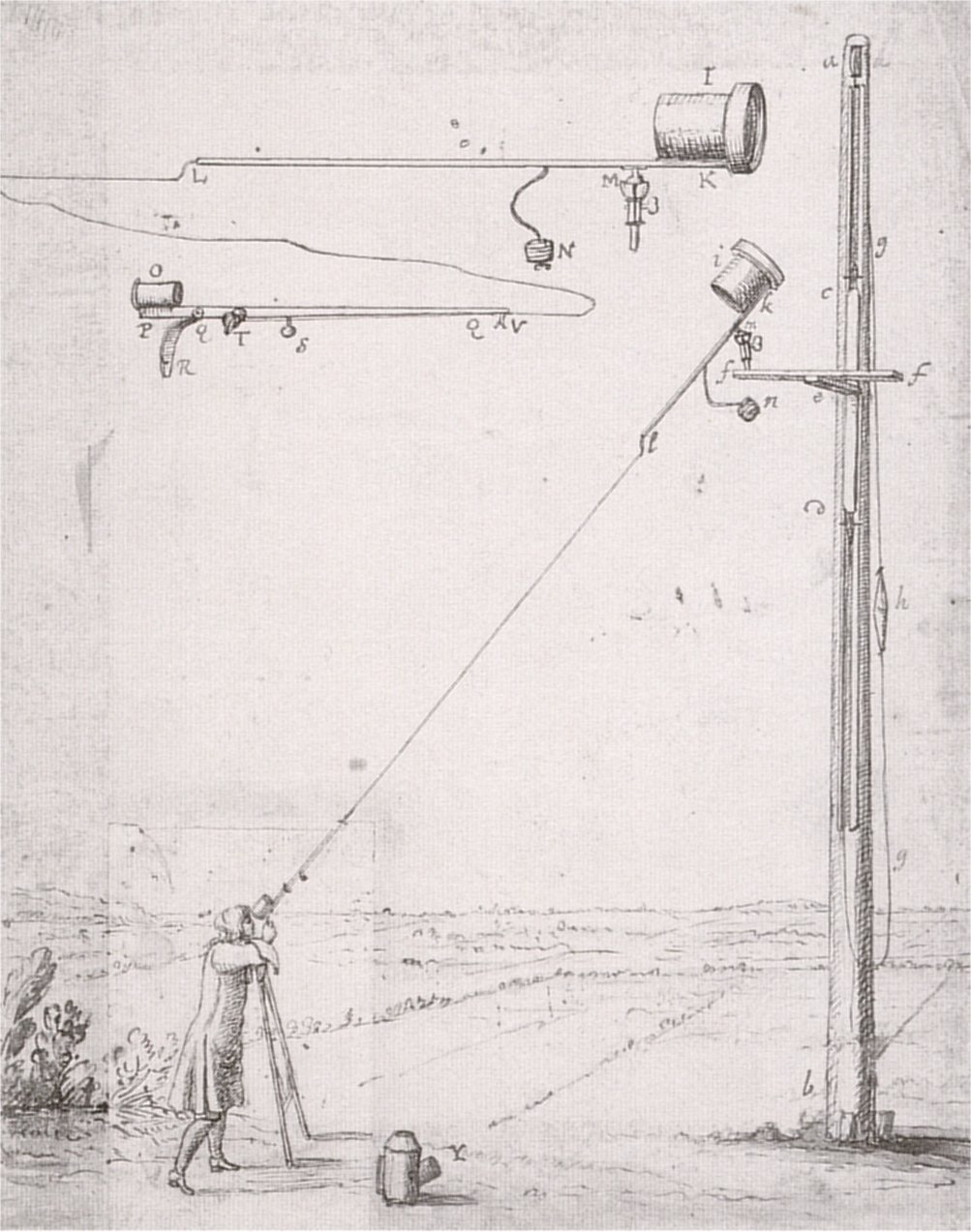
Huygens' 66 meter lange telescoop zonder buis. Gravure uit Astroscopia Compendiaria tubi optici molimine liberata (samengestelde telescopen zonder buizen)

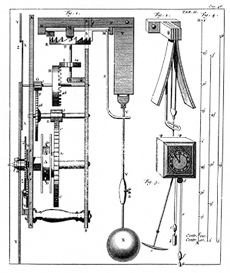
Ontwerp van een slingerklok door Huygens uit zijn boek Horologium (1658), gebouwd door Salomon Coster te Den Haag. De aandrijving geschiedt met twee gewichten. De slinger kan ver uithalen.

In 1649 trad Huygens op als secretaris van graaf Hendrik van Nassau-Siegen, tijdens een gezantschapsreis naar Denemarken. De reis werd ondernomen om te pleiten voor verlaging van de tol, die aan de Deense staat moest worden betaald voor een doorvaart van de Sont. Huygens ging mee, in de vergeefse hoop om Descartes te kunnen ontmoeten. Daarna zag hij af van een diplomatieke carrière en wijdde zich geheel aan de wetenschap, met een jaargeld van zijn vader.
In 1649 schreef hij zijn eerste werk, over de hydrostatica, De iis quae liquido supernatant ('Over objecten die op vloeistof blijven drijven'). Zijn eerste publicatie werd Theoremata de quadratura hyperboles, ellipsis et circuli: stellingen over de kwadratuur (oppervlakte) van hyperbolen, ellipsen en cirkels. In de jaren vijftig van de zeventiende eeuw raakte hij steeds meer geïnteresseerd in natuurkundige problemen. Dankzij Huygens nam het wetenschappelijk inzicht in de wetmatigheden van de optica, het slingeruurwerk (1658) en de kansrekening aanzienlijk toe. Zijn waarnemingen met behulp van zijn uitvinding, het Huygens-oculair, verschenen in 1659 in een publicatie over de planeet Saturnus.
In 1663 bezocht hij Parijs en Londen. De Royal Society benoemde hem tot lid in 1663. In 1666 verhuisde Huygens naar Parijs, waar hij benoemd was tot onderzoeksdirecteur bij de Franse Academie van Wetenschappen (Académie des sciences), opgericht door Jean-Baptiste Colbert om Frankrijk tot het middelpunt van cultuur en wetenschappelijk onderzoek te maken. Huygens kreeg een appartement in de bibliotheek tot zijn beschikking waar ook de zittingen plaatsvonden van het geleerde gezelschap.
Christiaan Huygens stelde, in 27 punten, een lijst samen voor wetenschappelijk onderzoek. Deze lijst omvatte o.a. de volgende aandachtsgebieden:
- sterrenkunde: afstanden naar en diameters en rotatiesnelheid van aarde, zon en planeten, incl. de manen van Jupiter
- optica: perfectioneren verrekijkers en microscopen, breking van licht in transparante lichamen
- met slingeruurwerken lengtegraden bepalen voor de scheepvaart
- mechanica: valtijden van zware lichamen bepalen, kracht bepalen van buskruit, knalgoud, botsingen,
- universele maateenheid vaststellen voor lengte en gewicht
- onderlinge zwaarte bepalen van vaste stoffen en vloeistoffen
- kracht en snelheid van de wind en water bepalen
- klanken: verband tussen klanken, snaarlengte, toonhoogte, snaarspanning

Vanaf de oprichting kwamen de geleerden tweemaal per week bij elkaar: op woensdag over wiskunde, mechanica en astronomie en op zaterdag over natuurkunde en natuurwetenschappen.
In het observatorium van Parijs zette Huygens zijn sterrenkundige waarnemingen voort. Hij stimuleerde met deze waarnemingen onder meer het wiskundig onderzoek van Leibniz. In 1672 verklaarde Lodewijk XIV de oorlog aan Huygens' vaderland, waar zijn broer en vader in dienst stonden van Oranje, maar Christiaan Huygens bleef op zijn post, zich bewust van zijn delicate positie. In 1678 introduceerde hij Nicolaas Hartsoeker bij Franse geleerden als Nicolas Malebranche en Giovanni Cassini.
Vanwege tegenwerking en depressies keerde Huygens in 1681 naar Den Haag terug, en trok in bij zijn bejaarde vader in diens huis aan het Plein. Na de dood van Colbert, in 1683, wordt door de opvolger van Colbert aan alle buitenlanders het lidmaatschap van de Académie des Sciences ontnomen. De Académie weigerde zelfs Christiaan te betalen voor de levering van een door Colbert besteld planetarium.
In 1685 probeerde hij terug te keren naar Frankrijk, maar de herroeping van het Edict van Nantes maakte dat onmogelijk. In Nederland zette hij zijn onderzoek voort. In april 1688, ongeveer een jaar na zijn vaders overlijden, ging Christiaan op Hofwijck wonen, het buiten in Voorburg. Het jaar daarna bezocht hij in Londen de filosoof John Locke en de natuuronderzoekers Robert Boyle en Isaac Newton, met wie hij op een aantal punten fundamenteel van mening verschilde. Huygens beschreef het bezoek aan Newton met geen woord.

### Levenseinde
Zijn rationalisme maakte het hem onmogelijk in het bestaan van een alles bestierend opperwezen te geloven, hoe zwaar hem dat ook viel. Christiaan Huygens overleed in Den Haag op 8 juli 1695. Kort voor zijn overlijden had hij van ellende nog een marmeren knikker ingeslikt, die hij met moeite weer uitspuwde. Zijn wetenschappelijk archief liet hij na aan de Universiteit Leiden, waar het nu nog in de bibliotheek te vinden is. De familie Huygens behield instrumenten en lenzen. Deze collectie werd in 1754 bij opbod verkocht, zodat er veel verstrooid raakte. Rijksmuseum Boerhaave in Leiden bezit onder meer een aantal Huygens-lenzen en een planetarium dat volgens Huygens' ontwerp werd gemaakt.
Als vele andere zeventiende-eeuwse geleerden (bijvoorbeeld Descartes, Spinoza, Pascal en Newton) was Huygens nooit getrouwd en had voor zover bekend geen kinderen.

## Werk

### Wiskunde
Door zijn vaders contacten met de wiskundige en wetenschappelijke bemiddelaar Marin Mersenne, ging Huygens zich onder andere bezighouden met het probleem van de vorm van een touw, opgehangen aan zijn beide uiteinden (de zogenaamde kettinglijn). Hij weerlegde op zeventienjarige leeftijd de beweringen van zowel Simon Stevin als Galilei dat de kettinglijn een parabool was.
Huygens' eerste publicaties in 1651 en 1654 behandelden wiskundige problemen over krommen. Nadien ging zijn aandacht uit naar de waarschijnlijkheidsleer. Huygens werd door Blaise Pascal aangemoedigd zijn boekje De ratiociniis in ludo aleae ('Over berekeningen bij kansspelen') te schrijven. In Parijs hoorde hij van het debat tussen Pascal en Fermat over het probleem hoe de pot verdeeld moet worden bij een afgebroken spel. Huygens en de raadspensionaris Johan de Witt waren pioniers van de verzekeringswiskunde.
Zijn werk aan het slingeruurwerk leidde tot de ontdekking dat de cycloïde een isochrone kromme is.
Huygens bestudeerde kegelsneden, en deed voorbereidend werk in de richting van de differentiaal- en integraalrekening, die werd ontwikkeld door zijn jongere tijdgenoten Leibniz en Newton. Maar Huygens' bewijstrant bleef steeds vernuftig meetkundig, anders dan de methoden van Newton en Leibniz, die voor een handiger algebraïsche aanpak kozen. Huygens' belangstelling ging later meer uit naar astronomie.

### Natuurkunde

#### Middelpuntvliedende kracht en botsingswetten
Huygens leidde in 1659 de bekende formule af voor de centrifugale of middelpuntvliedende kracht, die uitgeoefend wordt door een voorwerp dat een cirkel beschrijft, bijvoorbeeld op het touw waaraan het wordt rondgeslingerd:
{\displaystyle F_{cf}={\frac {m\ v^{2}}{r}}}
met m de massa van het voorwerp, v de snelheid en r de straal. Als er evenwicht van krachten is, oefent het touw een gelijke maar tegengestelde kracht op het voorwerp uit. Deze kracht is naar binnen gericht: de middelpuntzoekende kracht. Huygens publiceerde zijn vondst in De vi centrifuga ('Over de middelpuntvliedende kracht', 1673). (Voor een afleiding zie middelpuntzoekende versnelling). Later gebruikte Newton deze voor zijn mechanica. Huygens formuleerde ook als eerste de juiste wetten voor de elastische botsing, maar publiceerde deze niet. Na zijn dood verscheen zijn De motu corporum ex percussione ('Over de beweging van lichamen als gevolg van een botsing'), als onderdeel van de Opera posthuma (1703).
Huygens vond, net als Galilei, dat beweging relatief is en bovendien dat voor verandering van de snelheid van een object een kracht nodig is, die op dat object werkzaam is. Daarmee liep hij vooruit op Newton, die later met een systematische beschrijving kwam: de tweede wet van Newton.

#### Optica
In 1662 bedacht Huygens een lenscombinatie die zo min mogelijk kleurschifting vertoonde: het achromatische "Huygens-oculair". Voor zijn sterrenkundig werk maakte hij samen met zijn broer Constantijn junior een 12-voets (4 meter) telescoop. Ze slepen ook objectieven met een brandpuntsafstand tot 210 voet (66 meter). Omdat een zo lange buis onpraktisch was, bedacht Huygens een open constructie, met een hoge mast voor het objectief. Waarschijnlijk was het moeilijk om trillingen te voorkomen.
Huygens experimenteerde met de dubbele breking in IJslands kristal (calciet), en verklaarde die met zijn golftheorie en gepolariseerd licht.

#### Slingerformule

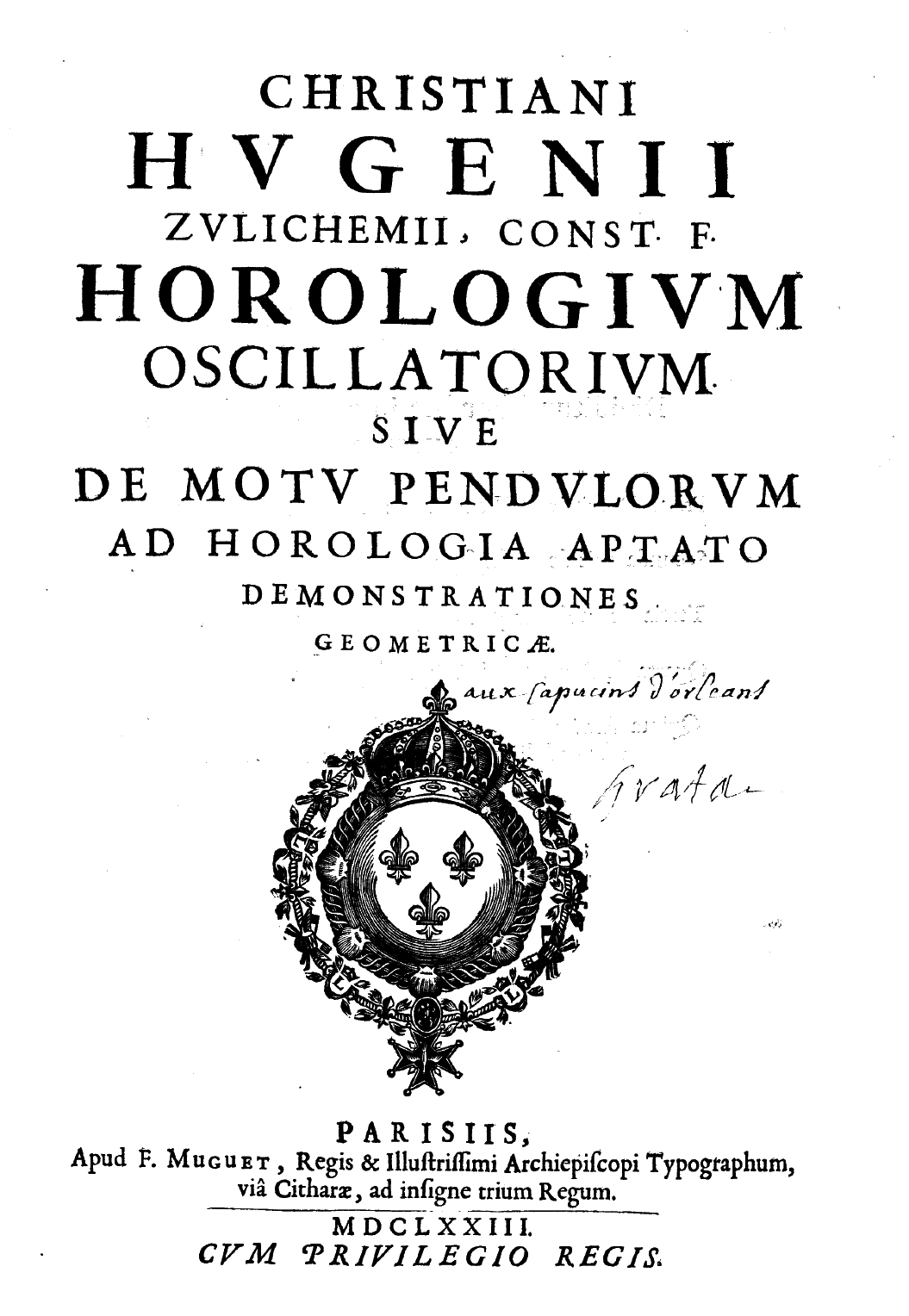
Horologium oscillatorium sive de motu pendulorum, 1673

Astronomie, en ook de plaatsbepaling op zee, vereiste nauwkeurige tijdmetingen, waardoor Huygens zich op dit probleem ging toeleggen. Hij bestudeerde de slingerbeweging, en in 1656 had hij een patent op het eerste slingeruurwerk. Als eerste paste hij een anker-echappement toe. In het werk Horologium Oscillatorium sive de motu pendulorum (1673) formuleerde hij de theorie voor de beweging van een pendule. Als eerste vond hij de formule voor de periode van de mathematische slinger (dus met massaloze staaf of kabel); in moderne notatie:
{\displaystyle T_{slinger}=2\pi {\sqrt {\frac {l}{g}}}}
met T de periode, l de slingerlengte en g de valversnelling.
Huygens ontdekte dat de cycloïde een isochrone kromme is. Bij een slingerklok garandeerden "wangetjes" met een cycloïde vorm een regelmatige slingerbeweging van het gewicht. In 1675 patenteerde Huygens een zakhorloge. 
Hij deed zijn proeven met de uurwerkslinger van het torenuurwerk in de toren van de Oude kerk te Scheveningen. Vandaar dat dit uurwerksysteem door uurwerkmakers de 'Scheveningseslinger' wordt genoemd.

#### Golftheorie
Huygens is vooral bekend geworden door zijn golftheorie van het licht, in zijn Traité de la lumière (1690, zie ook Principe van Huygens). De latere theorie van Isaac Newton in zijn Opticks (1704) ging hier tegenin: deze verklaarde weerkaatsing, breking en interferentie van licht juist met lichtdeeltjes (zie: Dualiteit van golven en deeltjes). De experimenten van Thomas Young met interferentie in 1801 konden niet met deeltjes worden verklaard, maar wel met Huygens' golftheorie.

#### Akoestiek
Christiaan Huygens was een voortreffelijk waarnemer van geluid in de vrije natuur. In 1693 beschreef hij de waarneming van een toonhoogte in het geluid van een spuitende fontein, herhaald weerkaatst tegen de traptreden van de grote paleistrap van het Kasteel van Chantilly. Uitgaande van de theorie van de orgelpijp met geluid als golfverschijnsel, gaf hij een correcte verklaring van de waargenomen toonhoogte.
Huygens was ook de uitvinder van de 31-toonsstemming. Deze heeft 31 gelijkverdeelde tonen per octaaf, in plaats van de gebruikelijke 12 halve tonen. Een kleinste interval tussen verschillende tonen heeft dan een frequentieverhouding van 21/31. Huygens bedacht deze stemming als alternatief voor de door hem maar matig beoordeelde gelijkzwevende stemming. In het Teylers museum in Haarlem was een 31-toons orgel te horen, dat in 1950 volgens deze stemming is gebouwd door de natuurkundige Adriaan Fokker. Sinds mei 2009 staat het gerenoveerde Fokker-orgel van de Stichting Huygens-Fokker in de BAM-zaal van het Muziekgebouw aan 't IJ.

#### Stoommachine en andere uitvindingen
Zelfs het principe van de stoommachine is al te vinden in Huygens' aantekeningen. In Parijs presenteerde hij een buskruitmotor, waarin het buskruit gecontroleerd ontplofte. Denis Papin, met wie Huygens had samengewerkt, gebruikte het principe van deze buskruitmotor later om zijn stoommachine te verbeteren. Huygens verbeterde ook de toverlantaarn drastisch. Voor zijn experimenten bouwde hij luchtpompen.

### Sterrenkunde

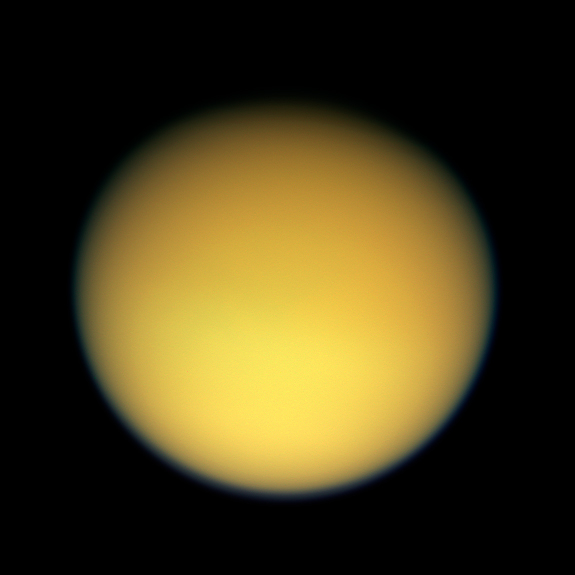
Titan gefotografeerd door de ruimtesonde Cassini-Huygens in 2005

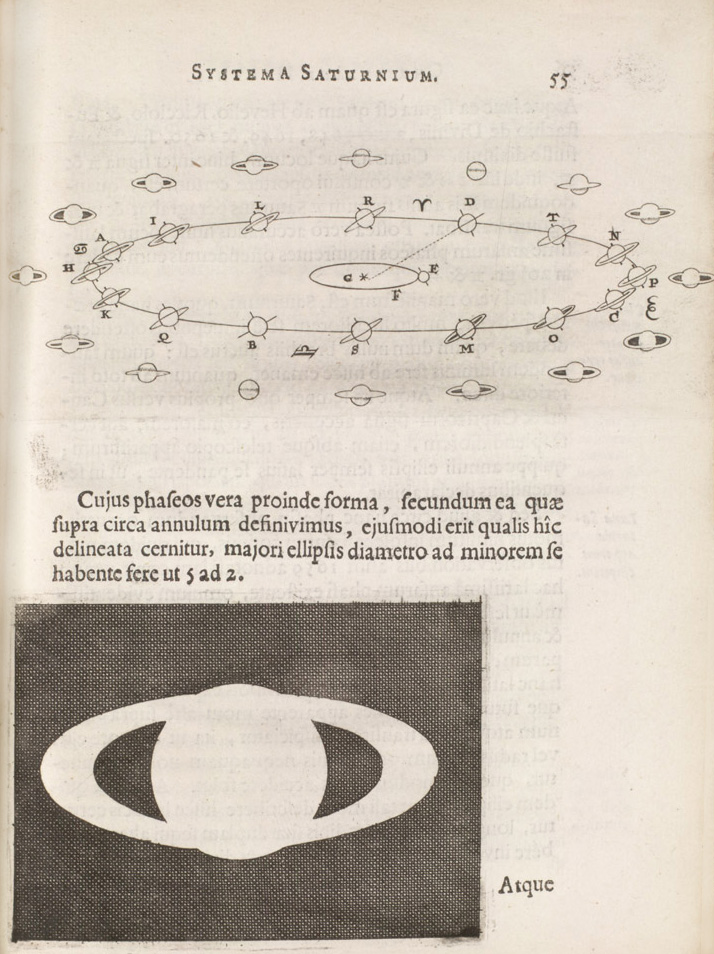
Huygens' verklaring voor de wisselende gestalte van Saturnus, Systema Saturnium, 1659

#### Titan
Op 25 maart 1655 ontdekte Huygens een lichtpuntje dat bij de planeet Saturnus hoort. In juni was hij er zeker van dat het om een maan ging: hij had het lichtpuntje viermaal rond de planeet zien gaan. Het was de grootste maan van de planeet, die tweehonderd jaar later de naam Titan zou krijgen. Om, zoals toen te doen gebruikelijk, zijn prioriteit vast te leggen, stuurde hij aan collega-sterrenkundigen in Praag en Londen een anagram, dat bestond uit een versregel van Ovidius (Fasti I 305. In moderne edities staat "mentis" in plaats van "nostris"):
Admovere oculis distantia sidera nostris (Ze brachten de verre sterren naar onze ogen)
en de letters uuuuuuu ccc rr h n b q x. Gedecodeerd staat hier:
Saturno luna sua circumducitur diebus sexdecim horis quatuor (Om Saturnus loopt zijn maan in zestien dagen en vier uur.)
Huygens sprak van "de maan van Saturnus" of "mijn maan". (De naam Titan werd pas in 1847 door John Herschel toegekend.) Het Ovidius-citaat staat in de rand van een lens gekrast in de collectie van het Universiteitsmuseum Utrecht. Mogelijk is dit exemplaar gebruikt in de telescoop waarmee Huygens Titan ontdekte (zie link).

#### Saturnus en zijn planeetringen
Aanvankelijk had Galileo Galilei Saturnus met zijn telescoop waargenomen als een merkwaardige verschijning met hengsels. Huygens kwam als eerste met de interpretatie van een bolvormige planeet met een ring er omheen. Volgens Huygens was deze ring dun, maar massief (uit één stuk) en ondoorzichtig. Later onderzoek toonde aan dat de ring niet massief kon zijn maar uit gruis moest bestaan.

#### Andere waarnemingen
Daarnaast ontdekte Huygens enkele sterrennevels en dubbelsterren. In Systema Saturnium (1659) publiceerde hij een gedetailleerde tekening van de Orionnevel. Met zijn moderne telescoop slaagde hij erin om afzonderlijke sterren in de Orionnevel te ontdekken. Hij tekende als eerste in november 1659 een eenvoudige kaart van Mars, met het donkere gebied Syrtis Major. Aan de hand van de terugkeertijd van dit detail schatte hij de rotatietijd van Mars op ongeveer 24 uur, iets langer dan een dag. In augustus 1672 deed hij de eerste waarneming van een ijskap van Mars. Verder nam hij de komeet van Halley waar. De zon beschouwde hij als een ster onder de sterren. Door de lichtsterkte van Sirius te vergelijken met die van de zon, schatte hij de afstand van Sirius als 22 664 x zo ver als die van de zon. (Een moderne berekening met Sirius op een afstand van 8,7 lichtjaar plaatst deze ster nog 24 keer verder weg.)

### Sciencefiction avant la lettre
In zijn Cosmotheoros (1698) speculeerde Huygens gedetailleerd over leven op andere planeten. Voor dergelijke speculaties was de Italiaanse filosoof Giordano Bruno nog in 1600 door de Inquisitie verbrand (officieel is Bruno overigens ter dood gebracht wegens zijn afwijzing van de goddelijkheid van Christus; de notie van leven op andere planeten werd afgewezen door het toen geldende dogma). Volgens Huygens bestond er op andere planeten een soortgelijk leven als op aarde, maar op de zon was geen leven mogelijk. De Cosmotheoros wordt wel gezien als een vroege vorm van sciencefiction.

## Werken

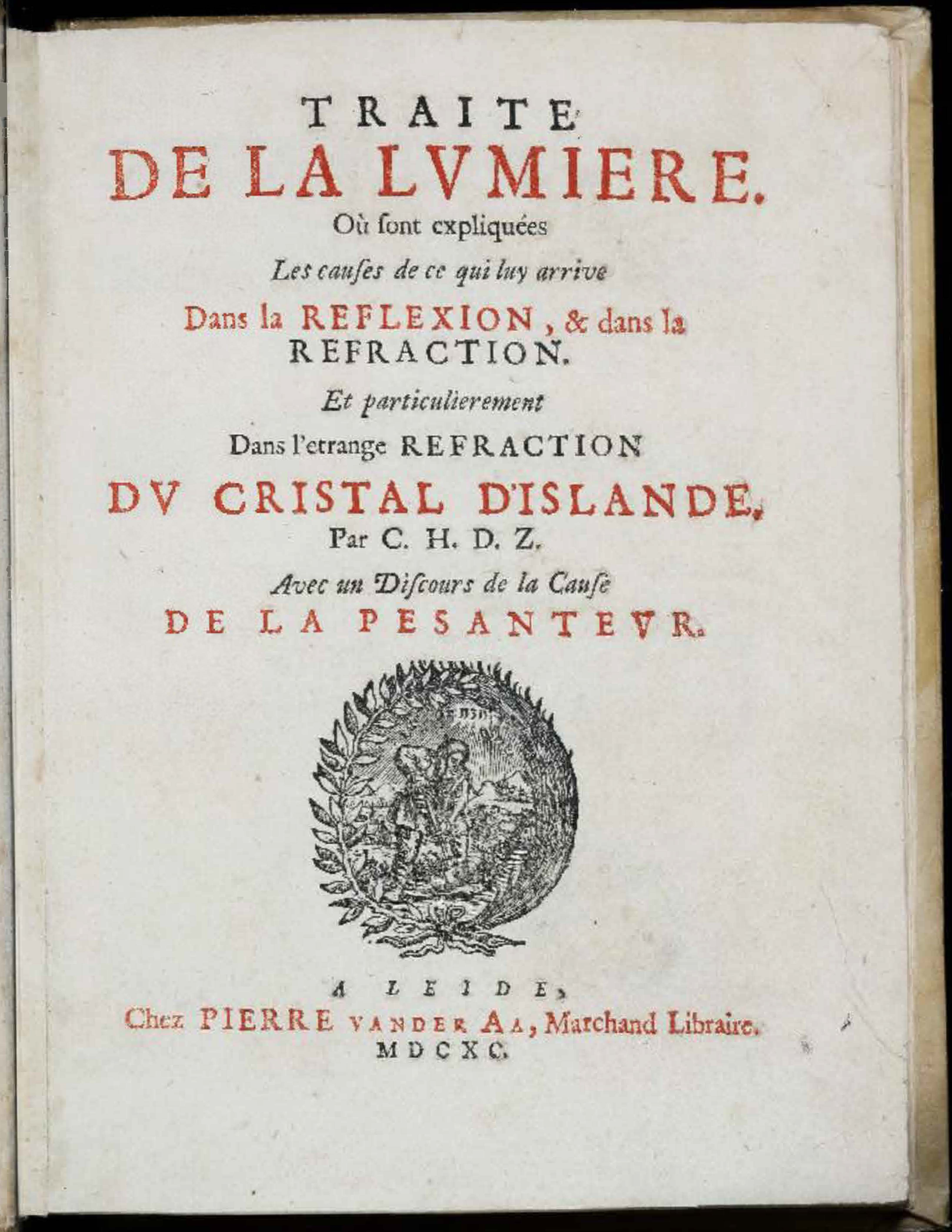
Traité de la lumière

- 1649 - De iis quae liquido supernatant (Over objecten die op vloeistof blijven drijven, ongepubliceerd)
- 1651 - Cyclometriae
- 1651 - Theoremata de quadratura hyperboles, ellipsis et circuli ex dato portionum gravitatis centro : Quibus subjuncta est exetasis Cyclometriae Gregorii a S. Vincentio, ed. ao. 1647[a] (stellingen over de kwadratuur van hyperbolen, ellipsen en cirkels, Huygens' eerste publicatie)
- 1654 - De circuli magnitudine inventa. Acc. eiusdem problematum quorundam illustrium constructiones[b] (met dit werk vestigde hij zijn reputatie als wiskundige definitief.)
- 1656 - Ad Fra. Xaver. Ainscom epistula, qua deluuntur ea quibus Exetasis Cyclometriae Gregorii a S. Vincentio impugnata fuit[c]
- 1656 - De Saturni Luna observatio nova (over de nieuwe waarneming van de maan van Saturnus)
- 1656 - De motu corporum ex percussione, pas gepubliceerd in 1703
- 1657 - De ratiociniis in ludo aleae = Van rekeningh in spelen van geluck (vertaald door Frans van Schooten)
- 1658 - Horologium[d]
- 1659 - Systema Satvrnivum : sive de causis mirandorum Satvrni phaenomenôn, et de comite ejus planeta novo[e]
- 1665 - Kort onderwijs aengaende het gebruijck der horologiën tot het vinden der lenghten van Oost en West[f]
- 1673 - Horologium oscillatorium sive de motu pendularium (theorie en ontwerp van het slingeruurwerk, opgedragen aan Lodewijk XIV)
- 1673 - De vi centrifuga (Over de Centrifugaalkracht)
- 1684 - Astroscopia Compendiaria tubi optici molimine liberata[g] (samengestelde sterrenkijkers zonder buis)
- 1685 - Memoriën aengaende het slijpen van glasen tot verrekijckers
- 1690 - Traité de la lumière
- 1690 - Discours de la cause de la pesanteur (betoog over de oorzaak van de zwaarte, daterend uit 1669?)
- 1691 - Lettre touchant le cycle harmonique (Rotterdam, over 31-toonsstelsel)
- 1698 - Cosmotheoros
- 1703 - Opuscula posthuma onder meer
  - De motu corporum ex percussione (Over de bewegingen van lichamen die botsen, bevat de botsingswetten van Huygens, daterend uit 1656).
  - Descriptio automati planetarii (beschrijving en ontwerp planetarium)
- 1724 - Novus cyclus harmonicus (Leiden, postume uitgave)
- 1888-1950 - Huygens, Christiaan. Oeuvres complètes. Den Haag[h] (Verzameld werk in 22 delen, W. Nijhoff, Den Haag). De redacteurs waren D. Bierens de Haan (tome=deel 1-5), J. Bosscha (6-10), D.J. Korteweg (11-15), A.A. Nijland (15), Johan Adriaan Vollgraff (16-22). Deel 1-10 beslaat de correspondentie van 1638-1695, deel 11-21 de heruitgave van de hoofdteksten en deel 22 een supplement op de correspondentie, een biografie, de veilingcatalogus van zijn boekenbezit en andere zaken.
  1. Correspondance 1638-1656 (1888)
  2. Correspondance 1657-1659 (1889)
  3. Correspondance 1660-1661 (1890)
  4. Correspondance 1662-1663 (1891)
  5. Correspondance 1664-1665 (1893)
  6. Correspondance 1666-1669 (1895)
  7. Correspondance 1670-1675 (1897)
  8. Correspondance 1676-1684 (1899)
  9. Correspondance 1685-1690 (1901)
  10. Correspondance 1691-1695 (1905)
  11. Travaux mathématiques 1645-1651 (1908)
  12. Travaux mathématiques pures 1652-1656 (1910)
  13. Fasc. I: Dioptrique 1653, 1666 (1916)
  14.  Fasc. II: Dioptrique 1685-1692 (1916)
  15. Calcul des probabilités. Travaux de mathématiques pures 1655-1666 (1920)
  16. Observations astronomiques. Système de Saturne. Travaux astronomiques 1658-1666 (1925)
  17. Mécanique jusqu’à 1666. Percussion. Question de l’existence et de la perceptibilité du mouvement absolu. Force centrifuge (1929)
  18. L’horloge à pendule de 1651 à 1666. Travaux divers de physique, de mécanique et de technique de 1650 à 1666. Traité des couronnes et des parhélies (1662 of 1663) (1932)
  19. L’horloge à pendule ou à balancier de 1666 à 1695. Anecdota (1934)
  20. Mécanique théorique et physique de 1666 à 1695. Huygens à l’Académie royale des sciences (1937)
  21. Musique et mathématique. Musique. Mathématiques de 1666 à 1695 (1940)
  22. Cosmologie (1944)
  23. Supplément à la correspondance. Varia. Biographie de Chr. Huygens. Catalogue de la vente des livres de Chr. Huygens (1950)

## Wetenschappelijk archief
Het wetenschappelijk archief van Christiaan Huygens is beschikbaar bij de Universitaire Bibliotheken Leiden.

## Portretten en beelden

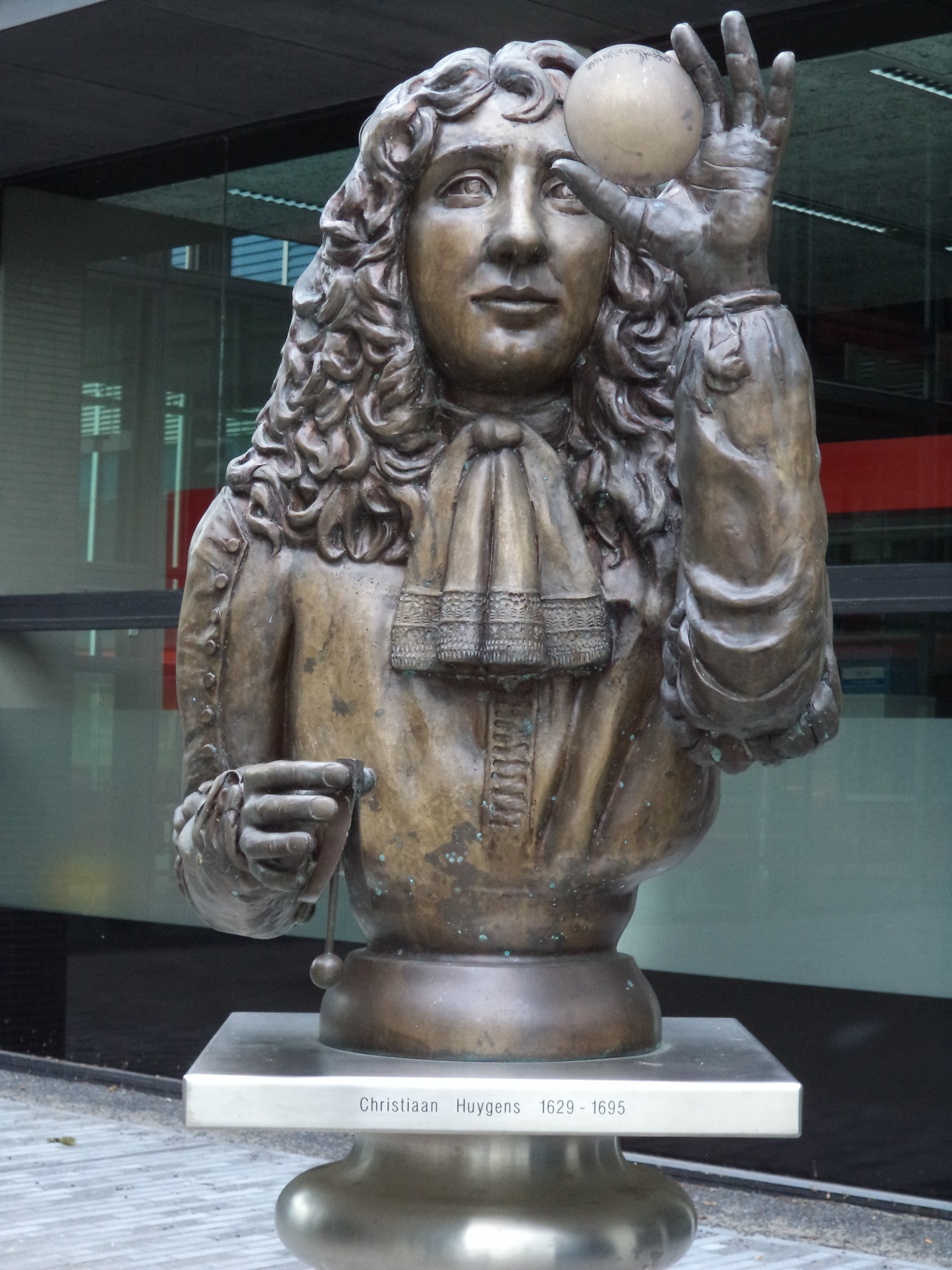
Bronzen borstbeeld
EWI-gebouw, TU Delft

- 1639 - Vader Constantijn Huygens omringd door zijn vijf kinderen door Adriaen Hanneman, schilderij met medaillons, Mauritshuis te Den Haag
- rond 1670? - Reliëfportret door Jean-Jacques Clérion (1639-1714), Rijksmuseum Boerhaave, Leiden
- 1671 - Portret door Caspar Netscher, Rijksmuseum Boerhaave te Leiden, bruikleen van Haags Historisch Museum
- 1675 - Mogelijke afbeelding van Huygens op l'Établissement de l'Académie des Sciences et fondation de l'observatoire, 1666 door Henri Testelin. Colbert stelt koning Lodewijk XIV de leden van de pas opgerichte Académie des sciences voor. Musée National du Château et des Trianons de Versailles te Versailles
- 1679 - Medaillonportret in reliëf door de Franse beeldhouwer Jean-Jacques Clérion
- 1686 - Portret in pastel door Bernard Vaillant, Museum Hofwijck te Voorburg
- tussen 1684 en 1687 - Gravure naar het schilderij van Netscher door G. Edelinck
- 1688 - Portret door Pierre Bourguignon, KNAW, Amsterdam
- jaren 40 van de twintigste eeuw - Stenen beelden van Christiaan Huygens en Johan de Witt als grondleggers van de verzekeringswiskunde door Albert Termote, Schiekade 830, Rotterdam-Noord[30]
- 2008 - Bronzen borstbeeld door Martin Abspoel in opdracht van de studievereniging Christiaan Huygens, Technische Universiteit Delft; geplaatst voor het EWI-gebouw, Delft

## Naar Huygens vernoemd
- MS Christiaan Huygens - passagiersschip dat vanaf 1928 voer tussen Amsterdam en Batavia en dienst deed als troepentransportschip tijdens de Tweede Wereldoorlog

### Onderzoek en wetenschap
- De Noors-Nederlandse nanosatelliet MilSpace-2 2 "Huygens", gelanceerd op 3 januari 2023 voor een nauwkeuriger geolocatie[31]
- De Huygens-ruimtesonde landde op Titan in het Cassini-Huygensproject voor onderzoek van Saturnus
- Planetoïde (2801) Huygens
- Huygens een inslagkrater op Mars.[32]
- Een berg op de Maan
- Huygens Region, deel van de Orionnevel
- Achromatisch Huygens-oculair
- Huygens wavelets, de wiskundige grondslag voor scalaire diffractietheorie
- Huygens Nationale Supercomputer bij SARA in Amsterdam, genoemd naar Christiaan en zijn vader Constantijn[33]
- onderafdeling van de Koninklijke Nederlandse Vereniging voor Weer- en Sterrenkunde[34]
- Christiaan Huygensprijs, een jaarlijkse prijs die wordt toegekend aan recent gepromoveerde onderzoekers

### Onderwijs
- Huygens Laboratorium: faculteit Natuur- en sterrenkunde van de Universiteit Leiden
- Het Huygensgebouw, Faculteit der Natuurwetenschappen, Wiskunde en Informatica van de Radboud Universiteit Nijmegen
- W.I.S.V. 'Christiaan Huygens', Studievereniging Wiskunde en Informatica van de TU Delft
- Huygens Lyceum te Eindhoven
- Medisch- Natuurphilosophisch- en Veterinair- Tandheelkundig Gezelschap “Christiaan Huygens”, studiegezelschap van het Utrechtsch Studenten Corps
- Huygens college te Heerhugowaard
- Christiaan Huygens school te Dronten
- Christiaan Huygens school te Zeewolde

### Muziek
- Stichting Huygens-Fokker, centrum voor microtonale muziek

## Secundaire literatuur
- Hugh Aldersey-Williams: Een eeuw van licht: het leven van Christiaan Huygens (2020) Uitgeverij Thomas Rap, ISBN 9789400405561. Vertaling uit het Engels.
- Cees Andriesse: Titan kan niet slapen: een biografie van Christiaan Huygens (1993) ISBN 90-254-0168-6. Engelse vertaling: Huygens The Man Behind the Principle, Foreword by Sally Miedema, Cambridge University Press, 2005.
- Andriesse, C.D., van der Leer, C.L., Pelsser, A.A.J. en Verkerk, A.T.J.: Christiaan Huygens. Tien jaar Christiaan Huygens wetenschapsprijs, 2008.
- Arnold, Wladimir: Newton and Barrow, Huygens and Hooke, Birkhäuser, 1990.
- Bell, A.E.: Christian Huygens and the Development of Science in the 17th Century, London, Edward Arnold, 1947.
- Bos, H.J.M.: Christiaan Huygens, p. 59-81 in Bos (editeur) Lectures in the History of Mathematics, in: History of Mathematics, volume 7, American Mathematical Society/London Mathematical Society 1993 (Google books).
- Bos, H.J.M.: Christiaan Huygens, in: C.C. Gillispie (ed.), Dictionary of Scientific Biography (Charles Scribner’s & Sons, New York, 1972), vol. 6, pp. 597–613. In het Nederlands in: De Gids, 142 (1979), 306-319.
- Boscha, J.: Christiaan Huygens, Verlag W. Engelmann, Leipzig, 1895.
- Boyer, C.B.: A history of mathematics, New York, 1968.
- Brugmans, H. L.: Le Séjour de Christian Huygens à Paris et ses relations avec les milieux scientifiques français. Suivi de son journal de voyage à Paris et à Londres, Librairie E. Droz, Parijs, 1935.
- Busken Huet, C.: Het land van Rembrand - Studien over de noordnederlandse beschaving in de zeventiende eeuw, 1882-1884, herdruk 1956 Het Spectrum.
- Dijkgraaf, R., Fresco, L. en Van Calmthout, M. (eds): De Bètacanon.
- Dijksterhuis, E.J.: De mechanisering van het wereldbeeld, Amsterdam, 1980, vierde druk.
- Dijksterhuis, E.J.: Christiaan Huygens, Haarlem, 1951.
- Dijksterhuis, Fokko Jan: Lenses and Waves: Christiaan Huygens and the Mathematical Science of Optics in the Seventeenth Century, Springer, 2004, ISBN 1-4020-2697-8.
- Eyffinger, Arthur en Huygens, Constantijn: Huygens Herdacht. Catalogus bij de tentoonstelling in de Koninklijke Bibliotheek ter gelegenheid van de 300ste sterfdag van Constantijn Huygens, 26 Maart-9 Mei 1987, Koninklijke Bibliotheek, Den Haag, 1987.
- Ende, H. van den: Huygens's Legacy, The golden age of the pendulum clock, Fromanteel Ltd, Castle Town, Isle of Man, 2004.
- Hooijmaijers, H.: Telling time - Devices for time measurement in Museum Boerhaave - A Descriptive Catalogue, Leiden, Museum Boerhaave, 2005.
- Hooykaas, R.: Geschiedenis der natuurwetenschappen, Utrecht, 1976.
- Icke, V.: Christiaan Huygens in de onvoltooid verleden toekomende tijd, Historische uitgeverij, 2005.
- Icke, V.: De ruimte van Christiaan Huygens, Historische uitgeverij, 2009.
- Icke, V.: De principes van Huygens, Historische uitgeverij, 2013.
- Kersen, F. van en H. van den Ende: Opwindende klokken - de gouden eeuw van het slingeruurwerk 12 September - 29 november 2004 (tentoonstellingscatalogus), Apeldoorn, Paleis Het Loo, 2004.
- Kox, A.J. en Polak, P.H.: Christiaan Huygens (1629-1695), in: Kox, A.J. en Chamalaun, M., eds: Van Stevin tot Lorentz. Portretten van Nederlandse natuurwetenschappers, Amsterdam, 1980.
- Romein-Verschoor, A.: Christiaen Huygens 1629-1695, ontdekker der waarschijnlijkheid, in: Erflaters van onze beschaving, Querido Amsterdam, 1938, latere herdrukken.
- Struik, D.J.: Geschiedenis van de wiskunde, SUA Amsterdam, 1977.
- Struik, D.J.: The land of Stevin and Huygens, Dordrecht, Boston, 1981.
- Vermij, Rienk, van Dijk, H, Reus, C.: Christiaan Huygens, Epsilon Uitgaven, 2004.
- Vermij, Rienk: Christiaan Huygens. De mathematisering van het werkelijkheid, Veen, 2007.
- Vilain, Ch. La mécanique de Christian Huygens: la relativite de mouvement au 17. siècle, Paris, Blanchard 1996.
- Yoder, Joella G.: The Archives of Christiaan Huygens and his Editors, in: M. Hunter (ed.), Archives of the Scientific Revolution. The Formation and Exchange of Ideas in Seventeenth-Century Europe. Woodbridge 1998, p. 91-107.
- Yoder, Joella G.: The Letters of Christiaan Huygens, in: Revue d’Histoire des Sciences 56 (2003), p. 135-143.
- Yoder, Joella G.: The Huygens Manuscripts, in: Proceedings of the International Conference 'Titan: From Discovery to Encounter', 13-17 April 2004, ESTEC, Noordwijk, The Netherlands. Noordwijk 2004, p. 43-54.
- Yoder, Joella G.: Unrolling Time. Christiaan Huygens and the Mathematization of Nature, Cambridge University Press, 1988.
- Yoder, Joella G.: Christian Huygens: Book on the Pendulum Clock (1673) in Grattan-Guinness (uitgever) Landmark Writings in Western Mathematics 1640–1940, Elsevier, 2005, p. 35.
- zonder auteur: Christiaan Huygens 1629-1695, Leiden: Museum Boerhaave, 1988.

### Primaire bronnen
- (en)  De Ratiociniis in Ludo Aleae or The Value of all Chances in Games of Fortune, 1657 Over waarschijnlijkheidsleer. Vertaling in het Engels gepubliceerd in 1714
- (la)  Systema Saturnium 1659 Digitale facsimile-uitgave van de Smithsonian Libraries
- (en)  Treatise on Light 1690 Traité de la Lumière vertaald in het Engels door Silvanus P. Thompson, Project Gutenberg
- (nl)  Cosmotheoros 1698, Nederlandse vertaling online
- (fr)  Lettre de Mr. Huygens à l'Auteur touchant le Cycle Harmonique 1691 (31-toonssysteem)
- (nl)  Huygens' leven en werk. Facetten van een genie. De manuscripten Tentoonstelling Universiteitsbibliotheek Leiden 2004
- (nl)  Studieadvies door Jan Stampioen voor Christiaan Huygens, 1645
- Lijst van Huygens' werken in de Library of Congress
- (en)  Boekenlijst op WorldCat
- Beredeneerde lijst van Huygens' publicaties, Universiteit Utrecht

### Musea
- Huygensmuseum Hofwijck
- Museum Boerhaave, De technische vondsten van Christiaan Huygens
- Museum Boerhaave, Christiaan Huygens 1629-1695
- Huygens lens Het Ovidiuscitaat "Admovere.." staat in de rand gekrast. Mogelijk is deze lens uit de collectie van het Universiteitsmuseum Utrecht gebruikt voor de ontdekking van Titan

### Overig
- Huygens als een van de vijftig onderwerpen in de historische canon van Nederland, 2007
- Christiaan Huygensweb - Digitaal Wetenschapshistorisch Centrum
- Geleerden op bankbiljetten, onder wie Christiaan Huygens op het 25 guldenbiljet van 1955
- Christiaan Huygens: de echte uitvinder van de toverlantaarn (website 'de Luikerwaal')

airy-schijf · amplitude · brekingsindex · brewsterhoek · dopplereffect · fase · foto-elektrisch effect · frequentie · fresnelvergelijkingen · fresnel-zoneplaat · getal van Abbe · golffront · golflengte · holografie · intensiteit · interferometer ·  laser · lasersnijden · lichtenergie · lichtgrootheden en -eenheden · lichtmeter · lichtsnelheid · lichtsterkte · lichtstroom · Mach-Zehnder-interferometer · Michelson-interferometer · ooggevoeligheid · optische vezel · polarimeter · polarisatie · poynting-vector · principe van Huygens-Fresnel · principe van Fermat · prisma · schlierenoptica · specifieke lichtstroom · stralingsdeler · tralie · transversale golf · verlichtingssterkte · wet van Bragg
infrarood · kleur · licht · monochromatisch licht · spectrum · ultraviolet · wit licht
absorptie · coherentie · diffractie · dispersie · interferentie · lichtbreking · reflectie · totale interne reflectie · transmissie
emissie · gestimuleerde emissie · fluorescentie · fosforescentie · luminantie · luminescentie
fluorescentiespectroscopie · spectraalanalyse · spectraallijn · Spectroscopie · UV/VIS-spectroscopie
halo · newtonring
David Brewster · Christian Doppler · Charles Fabry · Pierre de Fermat · Joseph von Fraunhofer · Dennis Gabor · Augustin Fresnel · Heinrich Hertz · Christiaan Huygens · Hendrik Lorentz · Albert Michelson · James Clerk Maxwell · Edward Morley · Isaac Newton · Alfred Pérot · Thomas Young
- Bibsys: 90379757
- Biblioteca Nacional de Chile: 000070247
- Biblioteca Nacional de España: XX949106
- Bibliothèque nationale de France: cb12192922r (data)
- Biografisch Portaal: 19453564
- Catàleg d'autoritats de noms i títols de Catalunya: 981058521583406706
- CiNii: DA02873238
- Digitale Bibliotheek voor de Nederlandse Letteren: huyg003
- Gemeinsame Normdatei: 118639749
- International Standard Name Identifier: 0000 0001 0868 7618
- Library of Congress Control Number: n79134100
- Nationale Bibliotheek van Letland: 000172219
- MusicBrainz: 3be11018-ea67-42c6-ae27-30273d74dec9
- Mathematics Genealogy Project: 125561
- Bibliotheek van het Japanse parlement: 00468723
- Nationale Bibliotheek van Tsjechië: mzk2003202319
- Nationale bibliotheek van Australië: 35216514
- Nationale Bibliotheek van Israël: 987007312294505171
- Nationale Bibliotheek van Polen: a0000002766925
- Nederlandse Thesaurus van Auteursnamen: 068365462
- RKD-Nederlands Instituut voor Kunstgeschiedenis: 40795
- Istituto Centrale per il Catalogo Unico: RAVV062416
- LIBRIS: 250110
- SNAC: w6rn4bcs
- Système universitaire de documentation: 030533023
- Trove: 869258
- Union List of Artist Names: 500026922
- Virtual International Authority File: 9894043
- WorldCat: E39PBJvxqybGDdGJ3C8WYhPhHC